# Список країн НАТО

Мапа держав-членів НАТО

Країни-члени НАТО — держави-учасниці підписання Вашингтонського договору 4 квітня 1949 року, а також ті, що надалі приєднались до НАТО згідно зі статтею 10 Північноатлантичного договору і наступними угодами.
Усього членами Північноатлантичного альянсу є 32 країни. Держави-члени НАТО розташовані на двох материках — Євразії та Північній Америці. За час існування Альянсу з нього виходили тільки Франція (1966) та Греція (1974), але потім повернулись (Греція у 1980, Франція — 2009). Серед кандидатів членства є такі країни: Боснія і Герцеговина, Грузія, Україна.

## Критерії членства
Країни-члени НАТО дійшли згоди дотримуватись принципів, встановлених Вашингтонським договором. Країни, охочі приєднатися до Альянсу мають пройти багатоступеневий процес, що включає політичний діалог і військову інтеграцію, а також відповідати певним вимогам, а саме:
- вирішувати міжнародні суперечки мирним шляхом;
- демонструвати відданість принципам верховенства права та прав людини;
- вирішувати мирним шляхом міжетнічні конфлікти й зовнішні територіальні суперечки, спірні питання внутрішньої юрисдикції, відповідно до принципів ОБСЄ та з метою прагнення до встановлення добросусідських відносин;
- встановлювати належний демократичний та громадський контроль над своїми збройними силами;
- утримуватися від загрози силою чи застосування сили будь-яким чином, що не відповідає цілям ООН;
- сприяти розвитку мирних та дружніх міжнародних відносин шляхом зміцнення своїх вільних інституцій та завдяки сприянню зміцненню стабільності й добробут;
- продовжувати надавати цілковиту підтримку та брати участь у роботі Ради євроатлантичного партнерства, в програмі «Партнерство заради миру» та розвитку співробітництва з країнами-партнерами, що не є членами НАТО;
- демонструвати відданість справі зміцнення стабільності та добробуту через дотримання принципів економічної свободи, соціальної справедливості та відповідальності за охорону довкілля;
- робити свій внесок військового характеру в колективну оборону та у виконання нових завдань, що постають перед Альянсом, а також бути готовими взяти на себе зобов'язання щодо поступового удосконалення своєї обороноздатності;
- належним чином брати участь у роботі установ НАТО;
- прагнути до здійснення стандартизації та досягнення оперативної сумісності;
- створювати через національну програму необхідну структуру з питань планування та виконання таких воєнних бюджетів, які б відповідали визначеним пріоритетам у сфері оборони та передбачали б відповідні схеми навчання для ознайомлення персоналу з наявним в НАТО практикою та процедурами з метою підготовки до можливої в майбутньому участі в роботі структур Альянсу;
- знайомитися з належними правовими механізмами та угодами, якими керується НАТО для забезпечення співробітництва у своїй структурі та формальним юридичним процесом, що передує членству.

## Держави-члени
Станом на 2024 рік.
| Держава, столиця           | Дата вступу     | Загальна чисельність ЗС (тис. осіб) | Чисельність ЗС на 1000 населення | Витрати на ЗС у відсотках до ВВП (на основі цін 2015 року) | Витрати на ЗС (мільйонів дол. США) | Пояснення |
| -------------------------- | --------------- | ----------------------------------- | -------------------------------- | ---------------------------------------------------------- | ---------------------------------- | --- |
| Албанія, Тирана            | 1 квітня 2009   | 7                                   | 2,51                             | 2,03                                                       | 516                                | Албанія приєдналася до Ради північноатлантичного співробітництва у 1992 році. В 1994 стала учасником програми «Партнерство заради миру». В цьому ж році в штаб-квартирі НАТО в Брюсселі було відкрито військове представництво Албанії при РПАС. У 1999 році Тирана приєдналася до Плану дій щодо членства в НАТО, який був затверджений на Вашингтонському саміті НАТО. У 2003 році Албанія, Хорватія і Македонія, з метою координації спільного руху до євроатлантичних структур, створили ініціативне об'єднання під назвою «Адріатична хартія». Однак у 2008 році приєднання Македонії до НАТО було заблоковане Грецією. Принципове рішення про вступ до Альянсу двох інших країн було прийняте на Бухарестському саміті 2008 року. Одночасно з Хорватією Албанія вступила в НАТО 1 квітня 2009 року, напередодні саміту Північноатлантичного альянсу в Страсбурзі і Кельні, на якому обидві країни були присутні вже як повноправні члени. |
| Бельгія, Брюссель          | 4 квітня 1949   | 21,3                                | 1,82                             | 1,30                                                       | 8519                               | Одна з країн-засновниць НАТО. Була ініціатором зустрічі у Брюсселі 4 березня 1948 року представників Бельгії, Великої Британії, Люксембургу, Нідерландів і Франції, в результаті якої 17 березня 1948 року був підписаний Брюссельський договір, що стало початком формування Північноатлантичного союзу. З 1967 року в столиці Бельгії Брюсселі розташована штаб-квартира НАТО. |
| Болгарія, Софія            | 29 березня 2004 | 26,9                                | 4,16                             | 2,18                                                       | 2325                               | Болгарія — одна з країн-засновниць Ради північноатлантичного співробітництва. У травні 1994 року приєдналася до програми «Партнерство заради миру». Питання про членство в Північноатлантичному альянсі постало перед країною наприкінці 1996 року. Вступ до НАТО на той час підтримувало 20% населення. 17 лютого 1997 Народні збори Болгарії майже одноголосно схвалили рішення про вступ країни до Альянсу. У тому ж році, на Мадридському саміті, Болгарія отримала статус країни-кандидата на членство в НАТО. Разом з Румунією, Словенією, Словаччиною, Литвою, Латвією і Естонією офіційно запрошена до вступу в Альянс 21 лютого 2002 року у Празі. З 29 березня 2004 року Болгарія — член НАТО. Вона увійшла до складу Альянсу в рамках наймасштабнішого його розширення Північноатлантичного союзу, яке відбулося напередодні Стамбульського саміту. |
| Велика Британія, Лондон    | 4 квітня 1949   | 138,1                               | 2,06                             | 2,33                                                       | 82 107                             | Одна з країн-засновниць і ідейних натхненниць створення НАТО. Уряд лейбористів на чолі з Клементом Еттлі, який прийшов до влади після дострокових виборів у липні 1945 року, реалізував на практиці атлантичну політику, проголошену Черчиллем, результатом чого стало підписання Брюссельського, а згодом і Північноатлантичного договорів. Перша господарка штаб-квартири НАТО. З моменту утворення НАТО Велика Британія відіграє одну з найактивніших ролей в Північноатлантичному альянсі, є одним з найбільших фінансових вкладників в цивільний і військовий бюджет організації. |
| Греція, Афіни              | 18 лютого 1952  | 110,8                               | 10,6                             | 2,11                                                       | 7684                               | Є одним з найстаріших членів Північноатлантичного альянсу — разом з Туреччиною вона приєдналася до блоку 18 лютого 1952 року, через три роки після підписання Північноатлантичного договору. 14 серпня 1974 року, на фоні загострення кіпрської кризи, прем'єр-міністр Греції Константінос Караманліс заявив про вихід Греції з військової організації НАТО, мотивуючи цей крок нездатністю блоку перешкодити збройному конфлікту між Грецією і Туреччиною. Згодом антизахідні і антиамериканські настрої в країні поступово зійшли нанівець, і у 1980 році Греція повернулася до участі у військовій організації альянсу. Інший сусід Греції — Македонія зазнає труднощів з вступом до НАТО через те що Греція, побоюючись внутрішнього сепаратизму, наполягає на зміні назви цієї держави. |
| Данія, Копенгаген          | 4 квітня 1949   | 17,3                                | 2,93                             | 2,37                                                       | 9940                               | Одна з країн-засновниць НАТО. Приєднання до Альянсу відбулося за ініціативи соціал-демократів, які представляли найширші верстви данського суспільства. З моменту вступу до НАТО Данія оголосила, що не має наміру в мирний час розміщувати на своїй території військові бази і ядерну зброю. Крім того вона заявила бажання обмежити військову діяльність інших держав на острові Борнгольм (проте дані устремління не були закріплені законодавчо і не поширювалися на острів Гренландія і Фарерські острови. Протягом «холодної війни» Данія дотримувалася політики «відносного нейтралітету», однак пізніше зайняла активнішу позицію — її зовнішньополітичні зусилля зіграли принципову роль в інтеграції в НАТО Естонії, Латвії та Литви, підтримує вступ до Альянсу України і Грузії. |
| Естонія, Таллінн           | 29 березня 2004 | 7,5                                 | 5,55                             | 3,43                                                       | 1437                               | Естонія — одна з країн-засновниць Ради північноатлантичного співробітництва. 3 лютого 1994 року приєдналася до програми «Партнерство заради миру». 1996 року почала переговори з НАТО про підготовку до приєднання, започаткувала програму «Інтенсивний діалог щодо членства в НАТО». На зустрічі на вищому рівні у Вашингтоні у 1999 НАТО визнала Естонію як одного з можливих кандидатів у члени Альянсу. Разом з Болгарією, Румунією, Словенією, Словаччиною, Литвою і Латвією офіційно запрошена до вступу в Альянс 21 лютого 2002 року у Празі. 26 березня 2003 року держави-члени НАТО підписали в Брюсселі протоколи до договору про приєднання Естонії, Болгарії, Литви, Латвії, Румунії, Словаччини та Словенії до Північноатлантичного договору, а 10 березня 2004 Рійгікогу ратифікував Північноатлантичний договір. 2 квітня 2004 року в Брюсселі відбулася урочиста церемонія прийняття семи нових членів в НАТО. |
| Ісландія, Рейк'явік        | 4 квітня 1949   | 0                                   | 0                                | —                                                          | —                                  | Одна з країн-засновниць НАТО і єдина держава Альянсу, яка не має власних збройних сил. В березні-квітні 1949 року в Ісландії відбулася перша в історії масова акція протесту проти присутності військ країн НАТО, яка втім не вплинула на рішення Альтингу підтвердити членство в Альянсі. Питання про вивід військ НАТО з території країни неодноразово піднімалося протягом всього періоду «холодної війни». В середині 1950-х років в Ісландії розгорнувся рух за виведення іноземних військ з території острова, що змусило уряд Ісландії пред'явити 1 червня 1956 року відповідну ноту уряду США, однак в грудні того ж року нота була відкликана. У 1985 році Альтинг одностайно проголосував оголошення Ісландії без'ядерною зоною. Ісландія представлена в усіх основних комітетах НАТО, робить внески у військовий і цивільний бюджети Альянсу, а також до Програми інвестицій щодо забезпечення безпеки. |
| Іспанія, Мадрид            | 30 травня 1982  | 117,4                               | 2,45                             | 1,28                                                       | 21 269                             | Пріоритетом зовнішньої політики Іспанії приєднання до НАТО стало з початку 1980-х, з приходом до влади уряду Леопольдо Кальво-Сотело. 30 травня 1982 Іспанія була прийнята в Альянс, ставши шістнадцятим членом Північноатлантичного союзу. Однак, 28 жовтня 1982 року на виборах до Генеральних кортесів перемогла Іспанська соціалістична робітнича партія і новий уряд заявив про початок «періоду осмислення і про призупинення переговорів про військову інтеграції Іспанії в НАТО». 23 жовтня 1984 року Феліпе Гонсалес оголосив про підготовку до референдуму щодо продовження участі країни в НАТО, який відбувся 12 березня 1986 року. 52,54% іспанців виступили за продовження участі країни в Альянсі, 39,83% — проти, 6,54% — утрималися, причому взяли участь у голосуванні тільки 59,71% електорату. Після референдуму Іспанія стала в повному обсязі брати участь у роботі всіх політичних інститутах НАТО. Що стосується військової структури, то ця держава була представлена як спостерігач в групі ядерного планування, спільній системі зв'язку НАТО. Іспанські війська залишалися під контролем національного командування, але були готові діяти спільно з військами інших країн НАТО. У 1996 році іспанський парламент схвалив участь країни у спільній командній структурі НАТО. |
| Італія, Рим                | 4 квітня 1949   | 171,4                               | 2,90                             | 1,49                                                       | 34 462                             | Одна з країн-засновниць НАТО. Приєднання до Альянсу відбулося за ініціативи християнських демократів на чолі з прем'єр-міністром Альчіде де Гаспері. Вступ Італії до НАТО активно підтримували США, проти спочатку виступала Франція, яка згодом змінила свою позицію і підтримала її включення в число кандидатів. Вступ Італії до Північноатлантичного альянсу дозволив їй обійти обмеження щодо чисельності збройних сил, накладені на неї умовами мирного договору 1947 року після Другої світової війни. Так, з 1970-х років чисельність збройних сил Італії разом в корпусом карабінерів перевищила 440 тисяч осіб. І лише після 1991 року чисельність ЗС Італії почала дещо знижуватися. В той же час з відродженням єдиної Європи, Рим, зацікавлений в посиленні свого військового та політичного впливу, став брати активнішу участь в діяльності НАТО. На сьогоднішній день Італія — один з найбільш впливових членів Північноатлантичного альянсу. |
| Канада, Оттава             | 4 квітня 1949   | 77,1                                | 1,98                             | 1,37                                                       | 30 495                             | Одна з країн-засновниць і активний член НАТО. Ще в період створення НАТО канадські дипломати грали важливу роль в розробці Північноатлантичного договору — Оттава вважала, що НАТО міг би стати противагою США і забезпечити Канаді певну свободу дій у відносинах з ними. Завжди прагнула проводити в Альянсі самостійну політику. Так, незважаючи на блокаду Куби під час карибської кризи, Канада продовжувала підтримувати економічні та дипломатичні відносини з цією країною, а під час війни в Югославії — завзято опиралася нанесенню бомбових ударів по сербам. Проте Канада повністю підтримує всі програми НАТО спрямовані на нарощування оборонних спроможностей блоку. |
| Латвія, Рига               | 29 березня 2004 | 8,4                                 | 4,47                             | 3,15                                                       | 1421                               | Членом Ради північноатлантичного співробітництва Латвія стала в грудні 1991 року, а у 1994 році — однією з перших приєдналася до програми «Партнерство заради миру». В «Основних напрямках зовнішньої політики Латвії до 2005 року», прийнятих Сеймом у 1995 році набуття членства в НАТО і ЄС були визначені основними напрямками зовнішньої політики. На зустрічі на вищому рівні у Вашингтоні у 1999 НАТО визнала Естонію одним із можливих кандидатів у члени Альянсу. Разом з Болгарією, Румунією, Словенією, Словаччиною, Естонією і Литвою офіційно запрошена до вступу в Альянс 21 лютого 2002 року у Празі. 26 березня 2003 року держави-члени НАТО підписали в Брюсселі протоколи до договору про приєднання Естонії, Болгарії, Литви, Латвії, Румунії, Словаччини та Словенії до Північноатлантичного договору. На момент вступу таке рішення підтримували 74,1% громадян Латвії. 2 квітня 2004 року в Брюсселі відбулася урочиста церемонія прийняття семи нових членів в НАТО. |
| Литва, Вільнюс             | 29 березня 2004 | 18,5                                | 6,53                             | 2,85                                                       | 2300                               | У грудні 1991 року Литва, разом з Латвією та Естонією, приєдналася до Ради північноатлантичного співробітництва, і вже в січні 1992 року було створено офіційне представництво Литви в Брюсселі у зв'язках з Європейським співтовариством та у справах НАТО. У травні 2000 року була створена створюється так звана Вільнюська група дев'яти держав, які прагнули до членства в НАТО. Діяльність цієї групи, членом якої була Литва, була націлена на практичну співпрацю, обмін інформацією та лобіювання своїх інтересів в державах Альянсу. У 2002 році, на Празькому саміті НАТО, Литва разом з іншими кандидатами була запрошена до початку переговорів про вступ до Північноатлантичного союзу. 26 березня 2003 року держави-члени НАТО підписали в Брюсселі протоколи до договору про приєднання Естонії, Болгарії, Литви, Латвії, Румунії, Словаччини та Словенії до Північноатлантичного договору. |
| Люксембург, Люксембург     | 4 квітня 1949   | 0,9                                 | 1,37                             | 1,29                                                       | 785                                | Одна з країн-засновниць НАТО. 4 березня 1948 року Люксембург, разом з іншими країнами Бенілюксу, Великою Британією і Францією підписав Брюссельський договір, що стало початком формування Північноатлантичного союзу. Люксембург — єдина країна серед малих держав Західної Європи, що має хоча і маленьку, але реальну армію, яка є складовою об'єднаних збройних сил НАТО. ЗС Люксембургу не мають ні свого флоту, ні військових літаків та налічують всього 900 військовослужбовців. |
| Нідерланди, Амстердам      | 4 квітня 1949   | 41,9                                | 2,36                             | 2,05                                                       | 21 460                             | Одна з країн-засновниць НАТО. Підписант Брюссельського (1948) і Північноатлантичного (1949) договорів. Цими кроками Голландія відмовилася від позиції нейтралітету, яка з 1839 року являла собою основу зовнішньополітичного курсу цієї держави. З 1 січня 2012 року на штаб Об'єднаного командування ОЗС НАТО в Брюнсумі в Нідерландах було покладено обов'язки з управління Силами реагування НАТО. |
| Німеччина, Берлін          | 9 травня 1955   | 185,6                               | 2,21                             | 2,12                                                       | 97 686                             | У травні 1955 року Федеративна Республіка Німеччина стала членом Північноатлантичного альянсу а Німецька Демократична Республіка приєдналася до країн Варшавського договору, що стало остаточним оформленням військових блоків у Європі. Німеччина стала третьою після Греції і Туреччини яка приєдналася до НАТО: активне залучення НДР в орбіту військових інтересів СРСР непокоїло Західну Німеччину, але європейські країни, перш за все Франція, до 1954 року виступали проти відтворення сильної німецької армії. Вирішальним стало 23 жовтня 1954 року, коли ФРН та Італія приєдналися до Західноєвропейського союзу. В той же день на Паризькій конференції відбулося підписання низки угод, які відкривали ФРН шлях до НАТО. Юридичне оформлення ремілітаризації Західної Німеччини відбулося на 14-й, 15-й і 16-й сесіях ради НАТО: 17-18 грудня 1954 Паризькі угоди були схвалені, а 5 травня 1955 року — вступили в силу. 9 травня 1955 року ФРН була прийнята в Альянс. Німеччина отримала право на формування збройних сил, проте не мала права мати власну зброю масового ураження. |
| Норвегія, Осло             | 4 квітня 1949   | 24,3                                | 4,45                             | 2,20                                                       | 10 606                             | Одна з країн-засновниць НАТО. Після закінчення Другої світової війни Норвегія намагалася займати позицію нейтралітету, однак змушена була відмовитися від неї навесні 1948 року через події на міжнародній арені, а саме комуністичний переворот у Чехословаччині, прагнення Радянського Союзу укласти договір про взаємну допомогу у військовій сфері з Фінляндією. Тим не менш, навіть ставши членом НАТО, Норвегія намагалася займати, наскільки це було можливо, незалежну позицію. У 1957 році Норвегія відмовилася мати на своїй території ядерну зброю в мирний час, а також розміщувати балістичні ракети середньої дальності. |
| Північна Македонія, Скоп'є | 27 березня 2020 | 6,1                                 | 2,96                             | 2,22                                                       | 353                                | Довгий час вступ Республіки Македонія до НАТО блокувався Грецією. У квітні 2011 року Македонія подала позов до Міжнародного суду в Гаазі, в якому звинувачувала Грецію у створенні перешкод для її вступу до НАТО. Вже 5 грудня того ж року Міжнародний вуд ООН ухвалив рішення про те, що Греція не має права блокувати членство Македонії в НАТО, ЄС та інших міжнародних організаціях. Проте суперечка тривала щодо назви Македонії, яка на той час найменувалася Колишня Югославська Республіка Македонія. У 2018 році уряди Греції та Македонії дійшли консенсусу щодо назви, в результаті якого македонська сторона почала процедуру зміни назви на Республіку Північна Македонія. У січні наступного року парламент Македонії ухвалив зміни до конституції, згідно з якими вона змінює назву на Республіка Північна Македонія. Декілька тижнів пізніше парламент Греції ратифікував угоду про зміну назви Македонії. 12 лютого 2019 року Республіка Македонія офіційно змінила назву на Республіка Північна Македонія. 27 березня 2020 країна офіційно стала 30-м членом НАТО. |
| Польща, Варшава            | 12 березня 1999 | 216,1                               | 5,86                             | 4,12                                                       | 34 975                             | Офіційні контакти між Польщею і Північноатлантичним альянсом були закладені міністром закордонних справ Кшиштофом Скубішевскім, який 21 березня 1990 здійснив перший офіційний візит до штаб-квартири НАТО. Літом того ж року посольство Польщі в Брюсселі встановило постійні робочі відносини з НАТО. Перші перемовини щодо вступу країни в Альянс розпочалися на початку 1997 року, а вже в липні 1997 року члени НАТО запросити Польщу, а також Чехію і Угорщину до початку переговорів про приєднання до Північноатлантичного союзу. Протоколи про вступ були підписані в грудні 1997 року. 12 березня 1999 року Польща, Чехія та Угорщина приєдналися до Північноатлантичного альянсу, в ході першої після розпаду СРСР «хвилі» його розширення. |
| Португалія, Лісабон        | 4 квітня 1949   | 28,4                                | 2,72                             | 1,55                                                       | 4627                               | Одна з країн-засновниць НАТО. Під час Другої світової війни диктаторський уряд Салазара проводив політику так званого «середнього шляху» і на відміну від Франциско Франко ніколи не ставав до угоди з нацистами. Не беручи безпосередньої участі у військових діях, Португалія змогла зберегти свою колоніальну імперію аж до 1974 року. У вересні 1948 року Лісабон приєднався до плану Маршалла, а у квітні 1949 році — до Північноатлантичного союзу. Після повалення в країні фашистського режиму в 1974 році і розпочатої демократизації в суспільстві, Португалія продовжила активне співробітництво в рамках НАТО. |
| Румунія, Бухарест          | 29 березня 2004 | 66,6                                | 1,49                             | 2,25                                                       | 8644                               | У 1991 році президент Румунії Йон Ілієску направив генеральному секретарю НАТО послання, в якому поінформував про готовність встановити тісну співпрацю з Північноатлантичним альянсом. У січні 1994 року Румунія, однією перших серед посткомуністичних країн, приєдналася до програми «Партнерство заради миру». У 1995 році — започаткувала Програму індивідуального партнерства з НАТО. У квітні 1997 року Парламент Румунії одноголосно ухвалив рішення звернутися до учасників Мадридського саміту НАТО з проханням надати підтримку в питанні вступу країни до Альянсу. У тому ж році, на Мадридському саміті, Румунія отримала статус країни-кандидата на членство в НАТО. Разом з Болгарією, Словенією, Словаччиною, Литвою, Латвією і Естонією офіційно запрошена до вступу в Альянс 21 лютого 2002 року на Празькому саміті. З 29 березня 2004 року Румунія — член НАТО. Вона увійшла до складу Альянсу в рамках наймасштабнішого його розширення Північноатлантичного союзу, яке відбулося напередодні Стамбульського саміту. |
| Словаччина, Братислава     | 29 березня 2004 | 15,6                                | 2,87                             | 2,00                                                       | 2841                               | Словаччина проголосила курс на вступ до НАТО одразу після здобуття незалежності в січні 1993 року. В числі перших в лютому 1994 року приєдналася до програми «Партнерство заради миру». В тому ж році приєдналася до Програмі планування процесів та аналізу, а у листопаді 1995 року прийняла Програму індивідуального партнерства. За ініціативи опозиції, у 1997 році у Словаччині була здійснена спроба проведення загальнонаціонального референдуму: бюлетені містили три питання: про вступ до НАТО, про розміщення ядерної зброї і розміщення іноземних військових баз. В голосуванні 23 травня взяли участь лише 9,8% громадян. З них 54% висловилися проти входження в НАТО, 89% проти розміщення ядерної зброї і 83,5% проти розміщення військових баз. Референдум був визнаний ЦВК нелегітимним через численні порушення. Після приходу до влади у 1998 році, колишня опозиція на чолі з Мікулашем Дзуріндою стала проводити узгоджений курс на інтеграцію в євроатлантичну структуру безпеки і до питання референдуму не поверталася. У червні 1999 року, відповідно до Плану дій щодо членства, прийнятим на Вашингтонському саміті, уряд Словаччини затвердив Програму з підготовки країни до вступу в Альянс. У березні 2001 року Національна Рада Словацької Республіки прийняла нову стратегію безпеки, в якій було проголошено курс на приєднанню до НАТО. Офіційно запрошена до вступу в Альянс 21 лютого 2002 року на Празькому саміті. 29 березня 2004 року Словаччина, разом з Болгарією, Румунією, Словенією, Литвою, Латвією і Естонією стала членом НАТО.                          |
| Словенія, Любляна          | 29 березня 2004 | 5,9                                 | 2,79                             | 1,29                                                       | 949                                | Словенія проголосила курс на вступ до НАТО одразу після відвоювання незалежності від Югославії у 1991 році. У 1996 році Словенія приєдналася до Ради Північноатлантичного співробітництва і тому ж році, в числі перших держав-учасниць програми «Партнерство заради миру», прийняла пропозицію Альянсу про початок Індивідуального діалогу. У квітні 1997 року Державні збори Словенії прийняли декларацію про членство в НАТО, а в серпні президент республіки Мілан Кучан підписав указ про відкриття місії Словенії при НАТО. Офіційно запрошена до вступу в Альянс 21 лютого 2002 року на Празькому саміті. У березні 2003 року в Словенії був проведений консультативний референдум, явка на якому склала 60,29%. За вступ до НАТО висловилися 66,02%. 29 березня 2004 року Словенія, разом з Болгарією, Румунією, Словаччиною, Литвою, Латвією і Естонією стала членом НАТО. |
| США, Вашингтон             | 4 квітня 1949   | 1300,2                              | 3,90                             | 3,38                                                       | 967 707                            | Одна з країн-засновниць НАТО і депозитарій Північноатлантичного договору. Підписання в мирний час військового союзу з європейськими державами стало безпрецедентним актом в історії Сполучених Штатів: конституція США, прийнята ще 1787 року, по суті позбавляла уряд можливості укладати військові союзи з іноземними державами. Важливим кроком на шляху виходу США з «ізоляціонізму» стало прийняття в червні 1948 року Сенатом США резолюції Вандерберга, яка дозволяла надання допомоги регіональним військовим союзам, зокрема, Брюссельському договору. 6 червня 1948 року розпочалися переговори між США і країнами Брюссельського пакту, а 4 квітня 1949 року вже був підписаний Вашингтонський договір. Збройні сили США — найсильніша армія серед країн-членів НАТО: приблизно третину всієї військової потужності Альянсу припадає на американських військових. У зв'язку з тим, що Вашингтон з моменту зародження НАТО взяв на себе основний тягар витрат, спрямованих на озброєння інших членів блоку, він забезпечив собі не тільки керівне, а й привілейоване становище в Північноатлантичному альянсі. |
| Туреччина, Анкара          | 18 лютого 1952  | 481                                 | 5,66                             | 2,09                                                       | 22 776                             | Є одним з найстаріших членів Північноатлантичного альянсу — разом з Грецією вона приєдналася до блоку 18 лютого 1952 року, через три роки після підписання Північноатлантичного договору. Підґрунтя прийняття до Альянсу «непівнічноатлантичних» членів, — Греції і Туреччини, — полягає в основі доктрини Трумена — розширення військової та економічної допомоги державам, уразливим до радянської загрози. Вступ Туреччини до Північноатлантичного альянсу з одного боку захистив Анкару від постійної загрози захоплення Чорноморських проток з боку Росії-СРСР, з іншого — дозволив НАТО посилити її «південний фланг». Відразу після розпаду Радянського Союзу Туреччина підтримала ідею розширення Альянсу в рамках політики «відкритих дверей», спрямовану на прийом в НАТО країн колишнього соціалістичного табору а також бере активну участь в механізмах партнерства з державами Чорноморського регіону і Південного Кавказу, які не є членами НАТО. |
| Угорщина, Будапешт         | 12 березня 1999 | 20,9                                | 2,16                             | 2,11                                                       | 4889                               | Ще до розпаду Організації Варшавського договору про доцільність вступу Угорщини до НАТО заявляв міністр закордонних справ Угорщини Дьюла Хорн, а на початку 1990-х років уряд прем'єр-міністра Йожефа Антала визначив як головні завдання зовнішньополітичного курсу країни вступ до НАТО та ЄС. Офіційне запрошення приєднатися до НАТО Польща, Чехія і Угорщина отримали на Мадридському саміті у 1997 році. Угорський уряд відразу ж прийняв запрошення. 16 листопада 1997 року в країні було проведено всенародний референдум щодо членства в Альянсі. В ньому взяло участь 42,4% виборців, з яких 85,3% (3,3 млн осіб) висловилося за вступ до НАТО. Всі політичні партії Угорщини, як праві, так і ліві, також підтримали вступ країни до Північноатлантичного союзу. Протокол про вступ Угорщини до Альянсу був підписаний у грудні 1997 року. 12 березня 1999 року Польща, Чехія та Угорщина приєдналися до Північноатлантичного альянсу, в ході першої після розпаду СРСР «хвилі» його розширення. |
| Фінляндія, Гельсінкі       | 4 квітня 2023   | 30,8                                | 5,54                             | 2,41                                                       | 7308                               | Була темою дебатів у країні після закінчення холодної війни. Співробітництво між Фінляндією і НАТО почалось з 1994 року, коли вона приєдналася до програми «Партнерство заради миру». Після російського вторгнення в Україну 2022 року дебати перейшли на користь членства в НАТО, і 18 травня 2022 року країна офіційно подала заявку на вступ. Тривалий час блокували вступ: Хорватія та Туреччина, але 4 квітня 2023 року Фінляндія вступила в НАТО. |
| Франція, Париж             | 4 квітня 1949   | 204,7                               | 3,01                             | 2,06                                                       | 64 271                             | Одна з країн-засновниць НАТО, однак подальша історія взаємин Франції і Північноатлантичного союзу є винятком, оскільки більшу частину часу країна співпрацювала з Альянсом на особливих умовах, поза військовою організацією НАТО, з 1966 до 2009 року Франція була солідарна з іншими країнами-членами лише на політичному рівні: у 1958 році президент Франції Шарль де Голль запропонував заснувати тристоронній директорат НАТО у складі США, Великої Британії та Франції і попросив надати Франції допомогу в створенні ядерної зброї. Отримавши рішучу відмову французький уряд ухвалив рішення про поступовий вихід Франції з військової організації блоку, про що було остаточно оголошено на початку 1966 року. Згідно з заявою Франції всі об'єкти Альянсу, а також об'єкти ОЗС НАТО на ЦЄ ТВД повинні були залишити територію країни до квітня 1967 року. До цього моменту вона вже поповнила список світових ядерних держав. Незважаючи на вихід з військової структури, Франція тоді ж підписала з НАТО дві технічних угоди, що визначали спільні дії в разі агресії з боку СРСР. Позиція де Голля щодо НАТО виявилася занадто радикальною, і наступні французькі президенти поступово її пом'якшували. Повне повернення Франції у військову організацію НАТО відбулося у 2009 році за президента Ніколя Саркозі: у березні Національні Збори проголосували за пропозицію президента про повернення Франції до командних структур НАТО, а офіційне рішення було оголошене на саміті НАТО у Страсбурзі і Кельні. При цьому Франція не приєдналася до діяльності Групи ядерного планування НАТО. |
| Хорватія, Загреб           | 1 квітня 2009   | 13,7                                | 3,55                             | 1,81                                                       | 1624                               | Уперше делегація Хорватії відвідала з візитом штаб-квартиру НАТО і заявила про бажання Загреба брати участь в програмі програми «Партнерство заради миру» навесні 1994 року. Проте лише через шість років, у травні 2000 року, Хорватія приєдналася до ПРМ та стала членом Ради євроатлантичного партнерства. У лютому 2001 року було відкрите представництво Хорватії при НАТО, а у травні 2002 року Загреб отримав запрошення до Плану дій щодо членства в НАТО. У 2003 році Албанія, Хорватія і Македонія, з метою координації спільного руху до євроатлантичних структур, створили ініціативне об'єднання під назвою «Адріатична хартія». Однак у 2008 році приєднання Македонії до НАТО було заблоковане Грецією. Принципове рішення про вступ до Альянсу двох інших країн було прийняте на Бухарестському саміті 2008 року. Одночасно з Албанією Хорватія вступила в НАТО 1 квітня 2009 року, напередодні саміту Північноатлантичного альянсу в Страсбурзі і Кельні, на якому обидві країни були присутні вже як повноправні члени. |
| Чехія, Прага               | 12 березня 1999 | 29,5                                | 2,76                             | 2,10                                                       | 6834                               | Відразу після розпаду ЧССР у 1993 році Чехія, як незалежна держава, була прийнята до Ради північноатлантичного співробітництва і взяла курс на членство у Північноатлантичному альянсі. З 1994 року — учасниця програми «Партнерство заради миру». У 1996 році уряд Чехії створив робочий комітет з питань інтеграції в НАТО. В липні 1997 року на Мадридському саміті члени НАТО запросити Чехію, а також Польщу і Угорщину до початку переговорів про приєднання до Північноатлантичного союзу. У квітні 1998 року парламент Чехії проголосував за вступ країни в НАТО. Протоколи про вступ були підписані в грудні 1997 року. 12 березня 1999 року Польща, Угорщина та Чехія приєдналися до Північноатлантичного альянсу, в ході першої після розпаду СРСР «хвилі» його розширення. 12 березня 1999, після передачі відповідних документів на зберігання Вашингтону, Чехія офіційно стала членом Північноатлантичного альянсу. Слід зазначити, що на момент безпосереднього вступу в НАТО рівень підтримки цього кроку в Чехії був надзвичайно низьким (на 1997 рік — близько 37% населення), але через декілька років роки він серйозно виріс. |
| Чорногорія, Подгориця      | 5 червня 2017   | 1,6                                 | 2,59                             | 2,02                                                       | 162                                | 2 грудня 2015 керівники МЗС країн НАТО фактично запросили Чорногорію вступити в НАТО, ухваливши рішення запропонувати їй розпочати переговори про її вступ в Альянс. 5 червня 2017 року Чорногорія приєдналася до НАТО. |
| Швеція, Стокгольм          | 7 березня 2024  | 23,1                                | 2,20                             | 2,41                                                       | 13 428                             | Співробітництво між Швецією і НАТО почалось ще в 1949 р. Швеція тоді вирішила не вступати в НАТО і заявила про свою традиційну політичну позицію, спрямовану на приєднання до миру, нейтралітету. Швеція приєдналася до програми «Партнерство заради миру» 9 травня 1994 року. Після російського вторгнення в Україну 2022 року серед уряду Швеції почала зростати підтримка членства, тому 18 травня 2022 року Швеція офіційно подала заявку на вступ. Тривалий час Туреччина блокувала доступ до вступу, але 23 січня 2024 парламент Туреччини схвалив членство Швеції в Північноатлантичному Альянсі.. 7 березня 2024 року Швеція офіційно вступила в НАТО. |

## Хронологія розширення альянсу
4 квітня 1949 року у Вашингтоні між 12-ма державами: Бельгія, Велика Британія, Данія, Ісландія, Італія, Канада, Люксембург, Нідерланди, Норвегія, Португалія, Сполучені Штати Америки та Франція було підписано договір про створення НАТО.
- 1952 року до НАТО приєднались Туреччина і Греція.
- 1955 року до НАТО приєдналась Німеччина.
- 1982 року до НАТО приєдналась Іспанія.
- 1999 року до НАТО приєднались Чехія, Польща й Угорщина.
- 2004 року до НАТО приєднались Литва, Латвія, Естонія, Словаччина, Словенія, Румунія й Болгарія.
- 2009 року до НАТО приєднались Албанія і Хорватія.
- 2017 року до НАТО приєдналась Чорногорія.
- 2020 року до НАТО приєдналась Північна Македонія.
- 2023 року до НАТО приєдналась Фінляндія.
- 2024 року до НАТО приєдналась Швеція.